# Château de Soupir
Le château de Soupir est un ancien château situé à Soupir, en France,.

## Description
Il s'agissait d'un manoir du XVIe siècle, rebâti au XIXe siècle. Il n'en subsiste qu'un portail daté de 1908, le château ayant été détruit en novembre 1914 par les bombardements, et démantelé en 1926.

## Localisation
Le château est situé sur la commune de Soupir, dans le département de l'Aisne.

## Historique
Aux origines, le château de Soupir était un château fort en bois au IXe siècle. Le château est ensuite détruit lors de la guerre de Cent Ans puis reconstruit au XIXe siècle. L'édifice et les terres changent plusieurs fois de propriétaire jusqu'à son rachat par Pauline Plé en 1873. Celle-ci transforme le château dans un style Renaissance, en conservant les deux tours en pierre subsistant de la forteresse du Moyen Âge. En 1906, Marie Georget, se faisant appeler Mary Boursin, rachète la propriété à la suite du décès de Mme Plé en 1902. Elle fera construire l'arc de triomphe peu après, c'est l'unique vestige du château. Avec le déclenchement de la Première Guerre mondiale, le château et le village de Soupir se retrouvent sur la ligne de démarcation, au cœur des combats. Transformé en hôpital militaire comme de nombreux autres bâtiments, le château sera victime d'un incendie en novembre 1914, puis des tirs d'artillerie. Début 1915, le conservateur du musée de Nevers est chargé avec des soldats de récupérer le maximum d'œuvres dans les ruines. A la fin de la guerre, le château et le village sont rayés de la carte. Les propriétaires d'alors décident de vendre les ruines du château et les 454 hectares de terres, qui sont rachetées par une société agricole, qui transformera le tout en champs, détruisant pour cela ce qu'il subsistait du château. Le monument est inscrit au titre des monuments historiques en 2007.